# اسرائیل تال
اسرائیل تال (انگلیسی: Israel Tal; ۱۳ سپتامبر ۱۹۲۴ – ۸ سپتامبر ۲۰۱۰) سرلشکر نیروی زمینی اسرائیل بود، که در فاصله سال‌های ۱۹۷۴ تا ۱۹۷۵ به‌عنوان جانشین رئیس ستاد کل نیروهای دفاعی اسرائیل فعالیت می‌کرد و با حفظ سمت، رئیس اداره عملیات ارتش اسرائیل بود.
تال فعالیت نظامی را از سال ۱۹۴۳ در هگانا آغاز کرد و پس از شکل‌گیری نیروهای دفاعی اسرائیل به این سازمان منتقل شد. وی از ۱۹۵۴ تا ۱۹۵۶ فرمانده مدرسه افسری باهاد بود، از ۱۹۵۹ تا ۱۹۶۰ به‌عنوان فرمانده تیپ ۷ زرهی هاتیفا شیوا فعالیت می‌کرد و از ۱۹۷۳ تا ۱۹۷۴ فرماندهی جنوبی اسرائیل را برعهده داشت.